# 皮爾·卡登

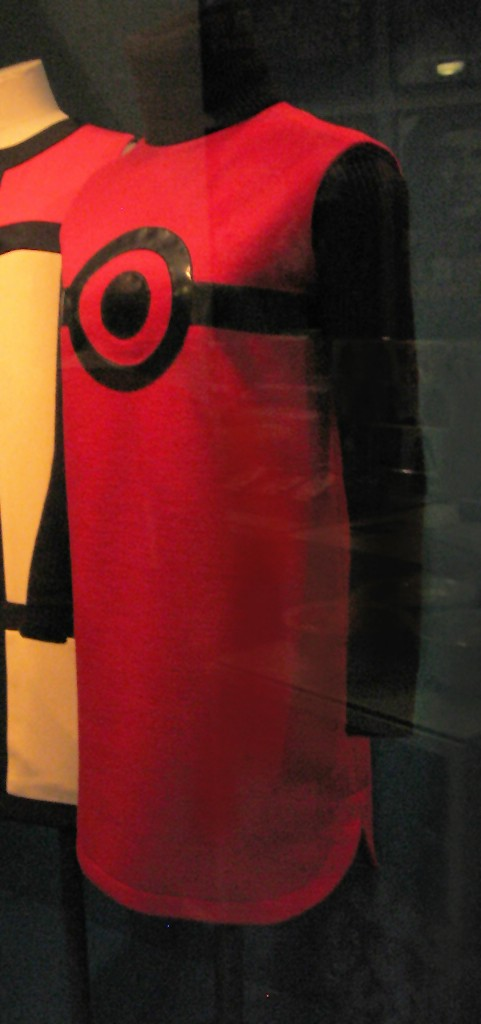
1967年皮爾·卡登設計的服飾

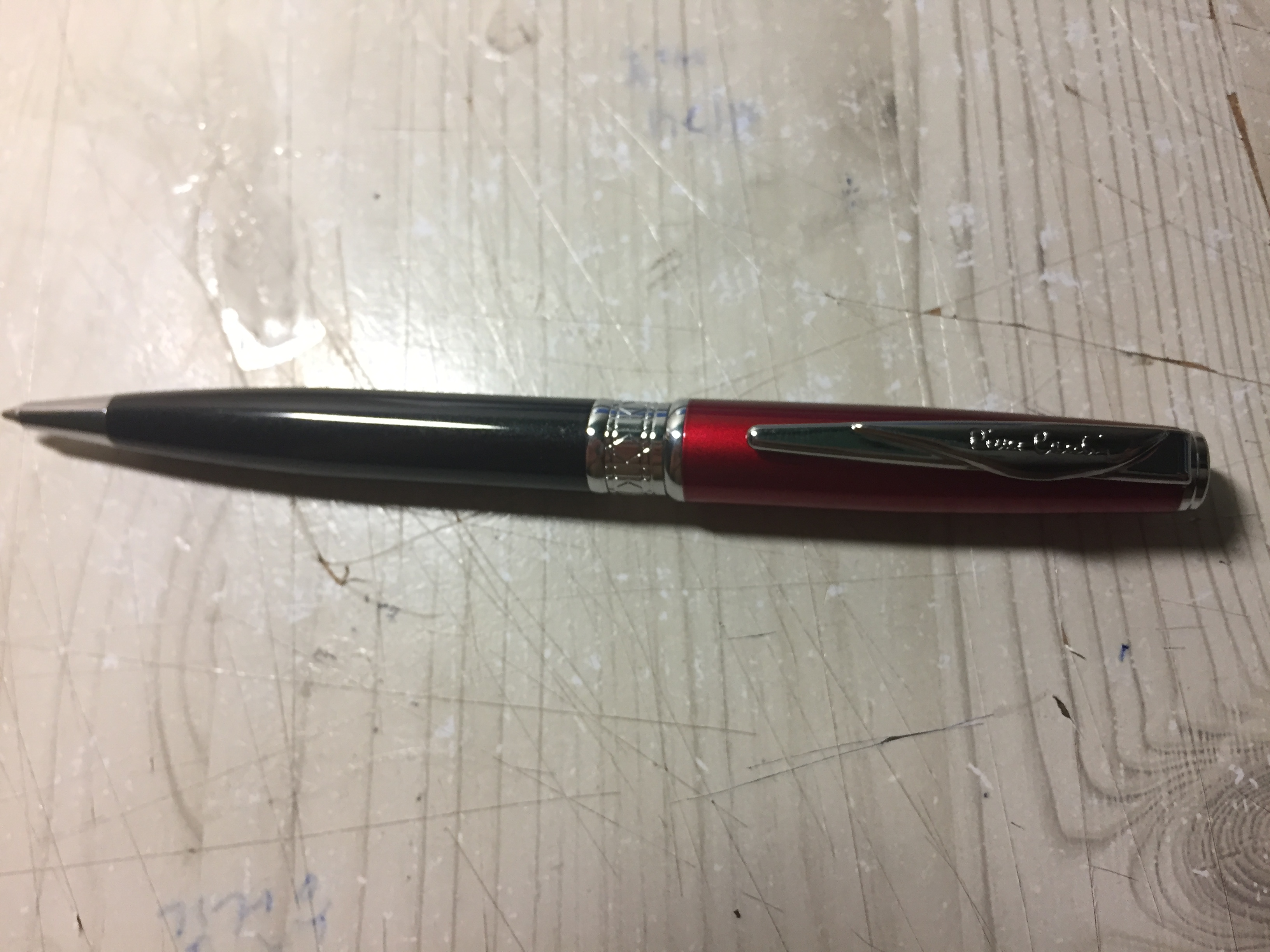
Pierre Cardin ball pens

皮尔·卡丹（法語：Pierre Cardin，法語發音：[pjɛʁ kaʁdɛ̃])，1922年7月2日—2020年12月29日），出生名彼得罗·科斯坦特·卡丁（義大利語：Pietro Costante Cardin，義大利語發音：[ˈpjɛːtro kosˈtan.te karˈdin]），是一位意大利裔法国服裝設計師，父母都是意大利人。

## 生平

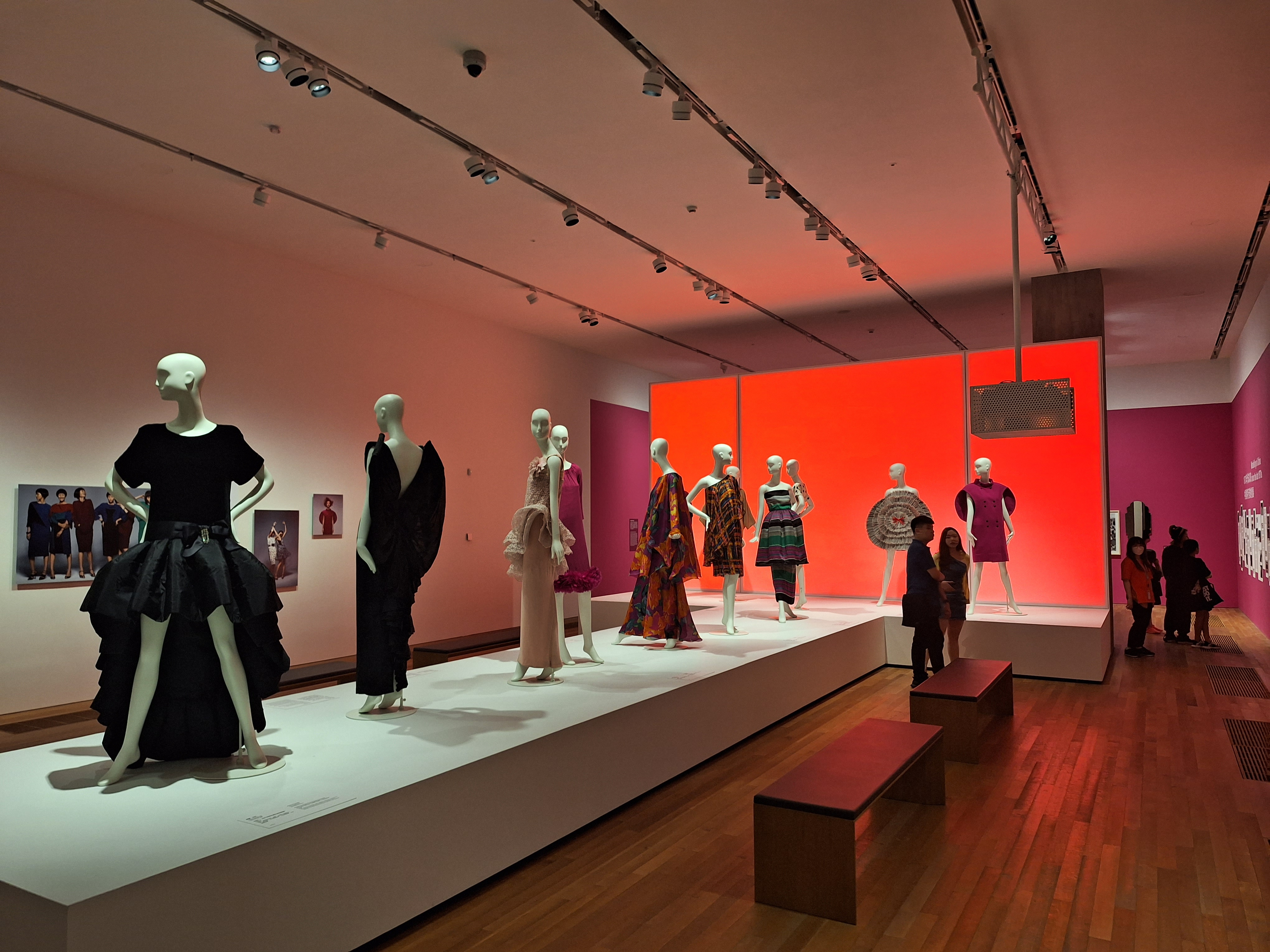
M+《宋懷桂：藝術先鋒與時尚教母》展覽內展出他設計的服裝

1922年出生于意大利水城威尼斯近郊，很早就對服裝設計產生興趣，據說童年時，喜歡替鄰居的洋娃娃設計新衣服。
1945年他在巴黎參加電影美女與野獸的服裝設計，作品頗受好評。此後，他的設計才華逐漸受到欣賞，在1950年自己獨立開設了服裝設計公司，地點選在巴黎的Richepanse街上。早期承接相當多劇服、面具等表演藝術的案子，但在1954年開始跨入時裝領域。並開設了精品店名為EVE。
他對於時裝的概念是，時裝必須大眾化，價格和設計都要以平民為出發點來著想。在1950年代下半期，他是時裝界少數持此看法的設計師。
1973年事業已臻成熟，為了跨國的布局，他以自己的名字成立了法商皮爾·卡登公司，此後公司事業日漸全球化，在男裝，女裝，服飾配件中都是國際知名的品牌。
1979年3月，他应邀訪华，在北京民族文化宫举办时装表演。
在這些時裝領域外，他在1960年代晚期開始設計許多不同的產品，包括鬧鐘、咖啡壺、家具、汽車、鋼筆等。他最擅長的經營策略是發展截然不同的產品線和品牌，成功之後銷售給想要繼續經營的公司。1980年代他甚至跨到餐飲業、經營起食品的銷售。他的马克西姆餐厅在伦敦、纽约、北京开设分店。
1991年，他被任命為聯合國教科文組織親善大使，2009年10月16日被任命為聯合國糧食及農業組織親善大使。
2011年親自於天津的退役航母基輔號上舉行了時裝秀。
2020年12月29日，來自皮爾·卡登家人的消息，皮爾在塞纳河畔讷伊的巴黎美國醫院去世，享耆壽98歲。

## 榮譽

### 勳章
摩納哥
- 文化功績勳章指揮官級：2007年